# Leucorrhinia intacta
Leucorrhinia intacta är en trollsländeart som först beskrevs av Hagen 1861.  Leucorrhinia intacta ingår i släktet kärrtrollsländor, och familjen segeltrollsländor. Inga underarter finns listade i Catalogue of Life.

## Bildgalleri

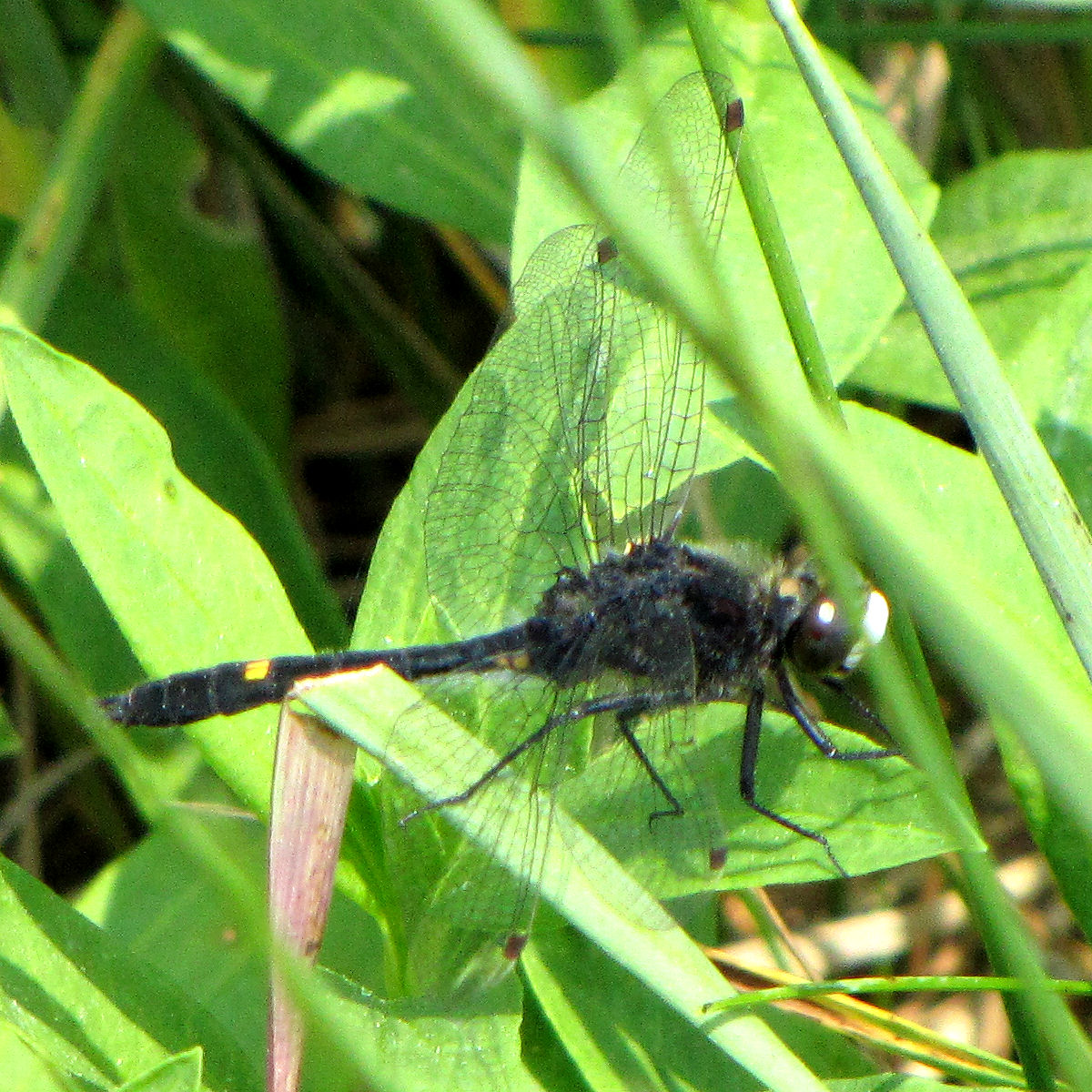